# Леостен
Леостен (грч. Λεωσθένης; умро 323. п. н. е. ) био је атински војсковођа и командант устаничке војске у Ламијском рату.

## Биографија
Ламијски устанак избио је 323. године у Атини након смрти Александра Македонског. Његова смрт је сматрана за прилику да се Атина и цела грчка ослободи македонске хегемоније. Леостен је прикупио снаге од више хиљада најамника којима су се придружили и контингенти из Етолије, Фокиде и Тесалије. Леостен је марширао на север како би се спојио са својим савезницима и напао, македонцима верну, Беотију. Снаге македонског регента Антипатера биле су бројчано слабије и због тога поражене. Антипатер се повукао у граду Ламија. Леостен га је опсео у граду. Искористивши тренутак непажње, Антипатер је крајем 323. п. н. е. организовао испад из тврђаве приликом кога је Леостен рањен у главу. Умро је три дана касније. Након Леостенове смрти, устанак је брзо угушен.